# Helene Bechstein
Pour les articles homonymes, voir Bechstein (homonymie).
Helene Bechstein, née Capito le 26 mai 1876 et morte le 20 avril 1951, est une femme d'affaires et mondaine allemande. Elle enseigne l'étiquette à Adolf Hitler et est l'épouse d'Edwin Bechstein, le propriétaire et plus tard l'actionnaire majoritaire de C. Bechstein, l'un des principaux fabricants de pianos allemands.

## Contexte
Helene Capito est née à Düsseldorf en 1876[réf. nécessaire]. Elle épouse Edwin Bechstein, le fils de Carl Bechstein, propriétaire de la fabrique de pianos C. Bechstein. En 1923, quand C. Bechstein devient une société à responsabilité limitée, le couple commence à acheter la majorité des actions, cette dernière agissant par ailleurs comme porte parole publique de la société. Lors de nombreux événements, elle prononce des commentaires antisémites, ce qui conduit un certain nombre de musiciens de haut vol à boycotter les pianos C. Bechstein. En 1934, la société est restructurée pour qu'Helene devienne l'actionnaire majoritaire. Pour faciliter la levée de capitaux, elle vend des propriétés de l'entreprise à Hermann Göring Ministre-Président de Prusse.

## Relations avec Hitler
Bechstein rencontre Adolf Hitler en 1921 par le biais de Dietrich Eckart à la villa Berchtesgaden. Elle prend goût à sa présence et quand il est emprisonné après l'échec du putsch de la brasserie, elle lui rend régulièrement visite en prison, et clame même qu'il est son fils adoptif. À la libération de Hitler, Bechstein l'introduit dans la haute société à Berlin. Avec Elsa Bruckmann et Winifred Wagner, elle lui enseigne les manières de table et contribue à la réforme de son image publique.  Bechstein et Hitler deviennent très proches, et Bechstein offre des cadeaux à Hitler, y compris une mercedes valant 26 000 Reichmarks. Elle l'appelle  «Wölfchen» ("petit loup" en français), indiquant qu'elle aurait aimé l'avoir comme fils. Hitler  lui donne en retour un manuscrit original de Mein Kampf. Les Bechsteins financent tous deux publiquement Hitler, lui donnant les fonds pour continuer de publier Völkischer Beobachter.
Quand les Nazis arrivent au pouvoir en 1933, Hitler lui décerne l'insigne d'honneur en or du NSDAP en 1934. Bechstein elle, n'adhére au Parti nazi qu'en 1944. Bechstein espérait qu'Hitler allait épouser sa fille.

## Fin de vie
Après la capitulation de l'Allemagne nazie  dans la Seconde Guerre mondiale, l'entreprise C.Bechstein est réquisitionnée par les Alliés de l'Occupation de l'Allemagne et les actions de Bechstein  sont confisquées par les Américains. La société n'est autorisée à recommencer à produire des pianos à nouveau qu'en 1948. Bechstein elle-même est condamnée à 60 jours de travaux forcés et 30% de ses actifs lui sont confisqués pour avoir été être une collaboratrice nazie. Elle meurt en 1951.
Certaines parties des œuvres d'art de la collection privée d'Helene Bechstein se trouvent actuellement en Russie dans le cadre de l'art pillé de la Seconde Guerre mondiale.